# Solenopsis clarki
Solenopsis clarki é uma espécie de formiga do gênero Solenopsis, pertencente à subfamília Myrmicinae.